# Campeonato Argentino de Futebol de 2020 – Quinta Divisão (Primera D)

A Primera D do Campeonato Argentino de Futebol de 2020, também conhecida como Campeonato de Transición da Primera D de 2020, foi a 72.ª edição do certame, equivalente à quinta divisão do futebol argentino para clubes diretamente afiliados à Associação do Futebol Argentino (AFA). O torneio foi organizado pela Associação do Futebol Argentino (AFA), entidade máxima do futebol na Argentina, começou em 4 de dezembro de 2020 e terminou em 31 de janeiro de 2021, outorgando duas vagas para a Primera C de 2021. A competição foi disputada pelas catorze equipes que participaram da edição de 2019–20, que foi suspensa em 17 março de 2020 e cancelada definitivamente em 28 de abril de 2020 devido à pandemia de COVID-19.
O campeão da edição foi o Claypole, da cidade homônima, que levantou o segundo título do torneio e foi o primeiro time promovido à Primera C de 2021. Por sua vez, o Atlas de General Rodríguez venceu a fase pelo segundo acesso e também foi promovido para a edição de 2021 da Primera C.

## Regulamento
A competição foi disputada por catorze clubes e dividida em duas fases: Primer Ascenso ("primeiro acesso") e Segundo Ascenso ("segundo acesso") de acordo com suas colocações na temporada de 2019–20. O certame outorgou duas vagas para a Primera División C ("quarta divisão") de 2021, uma para o campeão do Primer Ascenso e outra para o vencedor do "mata-mata" denominado Torneo Reducido ("torneio reduzido").
Os sete melhores pontuadores (1º ao 7º lugar) da classificação geral (somatório dos pontos dos torneios Apertura e Clausura) no momento da suspensão da Primera D de 2019–20 disputaram a fase do Primer Ascenso, enquanto os sete piores colocados (8º ao 14º lugar) disputaram a fase do Segundo Ascenso. Em ambas as fases, os times se enfrentaram entre si, em turno único de pontos corridos.
Ao final da etapa classificatória do Primer Ascenso, em relação ao campeão do Campeonato de Transición da Primera D de 2020 e ao primeiro acesso à Primera División C de 2021, poderia ocorrer duas situações: (1) Se o Liniers, que foi vencedor do torneio Apertura de 2019–20, terminasse como líder do grupo, seria automaticamente declarado campeão e diretamente promovido; (2) Caso outro time, distinto do Liniers, terminasse como líder no grupo, ele e o Liniers disputariam uma final única pelo título e pela promoção. Se persistisse a igualdade no placar ao final do tempo regulamentar, o detentor do título do torneio Apertura de 2019–20 seria declarado campeão e asseguraria uma vaga na Primera División C.
Na fase do Segundo Ascenso, ao final da etapa classificatória, o primeiro colocado do grupo avançou para o Torneo Reducido ("mata-mata"), onde se juntou aos clubes que não conseguiram promoção no Primer Ascenso. O perdedor da final (ou o segundo colocado) do Primer Ascenso se classificou diretamente para a semifinal do "mata-mata", onde esperou os vencedores da três chaves preliminares. O "mata-mata" foi disputado em jogos únicos, em campo neutro, com direito a disputa por pênaltis, caso seja necessário, e garantiu ao vencedor uma vaga na Primera División C.

### Critérios de desempate
Caso haja empate de pontos entre dois ou mais clubes na etapa de pontos corridos, os critérios de desempates serão aplicados na seguinte ordem:
1. Saldo de gols.[7]
2. Gols marcados.[7]
3. Pontos no confronto direto.[7]
4. Saldo de gols no confronto direto.[7]
5. Gols marcados no confronto direto.[7]

## Participantes
| Equipe                   | Cidade            | Província       | Estádio (mando)          | Títulos (último)      |
| ------------------------ | ----------------- | --------------- | ------------------------ | --------------------- |
| Argentino                | Rosario           | Santa Fe        | José Martín Olaeta       | 0 (nenhum)            |
| Atlas                    | General Rodríguez | Buenos Aires    | Ricardo Puga             | 0 (nenhum)            |
| Central Ballester        | José León Suárez  | Buenos Aires    | Não possui               | 1 (em 1995–96)        |
| Centro Español           | Villa Sarmiento   | Buenos Aires    | Não possui               | 0 (nenhum)            |
| Claypole                 | Claypole          | Buenos Aires    | Rodolfo Vicente Capocasa | 1 (em 1996–97)        |
| Defensores de Cambaceres | Ensenada          | Buenos Aires    | 12 de Octubre            | 2 (em 1959 e 1976)    |
| Deportivo Paraguayo      | Buenos Aires      | Capital Federal | Não possui               | 1 (em 1991–92)        |
| Juventud Unida           | San Miguel        | Buenos Aires    | Ciudad de San Miguel     | 1 (em 1997–98)        |
| Liniers                  | San Justo         | Buenos Aires    | Juan Antonio Arias       | 2 (em 1950 e 1989–90) |
| Lugano                   | Tapiales          | Capital Federal | José María Moraños       | 1 (em 1987–88)        |
| Muñiz                    | Muñiz             | Buenos Aires    | Não possui               | 1 (em 1986–87)        |
| Puerto Nuevo             | Campana           | Buenos Aires    | Rubén Carlos Vallejos    | 1 (em 1993–94)        |
| Sportivo Barracas        | Buenos Aires      | Capital Federal | Não possui               | 1 (em 2003–04 e 2015) |
| Yupanqui                 | Buenos Aires      | Capital Federal | Não possui               | 0 (nenhum)            |

1. 1 2  Manda seus jogos no estádio Ciudad de San Miguel.
2. ↑  Manda seus jogos no estádio Carlos Alberto Sacaan.
3. ↑  Manda seus jogos no estádio Juan Antonio Arias.
4. ↑  Manda seus jogos no estádio Nuevo Francisco Urbano.
5. ↑  Manda seus jogos no estádio de Merlo.

## Fase do Primer Ascenso

### Classificação
| Pos | Equipe                   | Pts | J | V | E | D | GP | GC | SG | Classificação              |  | CLA | SBA | LIN | ATL | DPA | LUG | DCA |
| --- | ------------------------ | --- | - | - | - | - | -- | -- | -- | -------------------------- |  | --- | --- | --- | --- | --- | --- | --- |
| 1   | Claypole                 | 12  | 6 | 3 | 3 | 0 | 8  | 5  | +3 | Final pelo 1º acesso       |  | —   | —   | 2–2 | —   | —   | 2–2 | 1–0 |
| 2   | Sportivo Barracas        | 11  | 6 | 3 | 2 | 1 | 9  | 3  | +6 | "Mata-mata" pelo 2º acesso |  | 0–1 | —   | —   | —   | —   | 0–0 | 3–0 |
| 3   | Liniers                  | 9   | 6 | 2 | 3 | 1 | 5  | 5  | 0  | Final pelo 1º acesso       |  | —   | 0–2 | —   | 1–0 | 0–0 | —   | —   |
| 4   | Atlas                    | 7   | 6 | 1 | 4 | 1 | 4  | 4  | 0  | "Mata-mata" pelo 2º acesso |  | 1–1 | 1–1 | —   | —   | 1–1 | —   | —   |
| 5   | Deportivo Paraguayo      | 6   | 6 | 1 | 3 | 2 | 4  | 6  | −2 | "Mata-mata" pelo 2º acesso |  | 0–1 | 1–3 | —   | —   | —   | 1–0 | —   |
| 6   | Lugano                   | 4   | 6 | 0 | 4 | 2 | 2  | 4  | −2 | "Mata-mata" pelo 2º acesso |  | —   | —   | 0–0 | 0–0 | —   | —   | 0–1 |
| 7   | Defensores de Cambaceres | 4   | 6 | 1 | 1 | 4 | 3  | 8  | −5 | "Mata-mata" pelo 2º acesso |  | —   | —   | 1–2 | 0–1 | 1–1 | —   | —   |

### Resultados
| 4 de dezembro de 2020 | Deportivo Paraguayo | 1 – 0     | Lugano | San Justo                                              |  |
| 17:10                 | - Matías Verdún 32' | Relatório |        | Estádio: Juan Antonio Arias Árbitro: Wenceslao Meneces |  |

| 5 de dezembro de 2020 | Sportivo Barracas  | 0 – 1     | Claypole | Morón                                                     |  |
| 17:10                 | - Emanuel Díaz 17' | Relatório |          | Estádio: Nuevo Francisco Urbano Árbitro: Guido Mascheroni |  |

| 5 de dezembro de 2020 | Defensores de Cambaceres | 0 – 1     | Atlas                 | Ensenada                                           |  |
| 17:10                 |                          | Relatório | - Ezequiel Flores 83' | Estádio: 12 de Octubre Árbitro: Nicolás Mastroieni |  |

| 8 de dezembro de 2020 | Lugano | 0 – 1     | Defensores de Cambaceres | Tapiales                                            |  |
| 17:10                 |        | Relatório | - Matías Samaniego 28'   | Estádio: José María Moraños Árbitro: Nicolás Kresta |  |

| 8 de dezembro de 2020 | Atlas                        | 1 – 1     | Sportivo Barracas  | General Rodríguez                            |  |
| 17:10                 | - Ricardo Grieger 60' (pen.) | Relatório | - Camilo Rouco 28' | Estádio: Ricardo Puga Árbitro: Martín Molina |  |

| 8 de dezembro de 2020 | Claypole                                          | 2 – 2     | Liniers                              | Claypole                                                  |  |
| 17:10                 | - Emanuel Díaz 59' (pen.) - Agustín Campana 90+5' | Relatório | - Bruno Galeano 14' - Pedro Muné 26' | Estádio: Rodolfo Vicente Capocasa Árbitro: Marcos Recalde |  |

| 13 de dezembro de 2020 | Liniers                 | 1 – 0     | Atlas | San Justo                                           |  |
| 17:10                  | - Ignacio Sallaberry 3' | Relatório |       | Estádio: Juan Antonio Arias Árbitro: Edgardo Zamora |  |

| 14 de dezembro de 2020 | Sportivo Barracas | 0 – 0     | Lugano | Morón                                                    |  |
| 17:10                  |                   | Relatório |        | Estádio: Nuevo Francisco Urbano Árbitro: Gonzalo Pereira |  |

| 14 de dezembro de 2020 | Defensores de Cambaceres | 1 – 1     | Deportivo Paraguayo | Ensenada                                      |  |
| 17:10                  | - Elías Torancio 90+1'   | Relatório | - Gonzalo Rojas 64' | Estádio: 12 de Octubre Árbitro: Fernando Cruz |  |

| 18 de dezembro de 2020 | Lugano | 0 – 0     | Liniers | Tapiales                                              |  |
| 17:10                  |        | Relatório |         | Estádio: José María Moraños Árbitro: Guido Mascheroni |  |

| 21 de dezembro de 2020 | Deportivo Paraguayo        | 1 – 3     | Sportivo Barracas                                                   | San Justo                                           |  |
| 17:10                  | - Jorge Rosas Quintero 85' | Relatório | - Sebastián Ferrario 8' - Camilo Rouco 57' - Maximiliano Maciel 60' | Estádio: Juan Antonio Arias Árbitro: Marcos Recalde |  |

| 21 de dezembro de 2020 | Atlas                  | 1 – 1     | Claypole                 | Loma Hermosa                                         |  |
| 17:10                  | - Sebastián Ybares 75' | Relatório | - Juan Cruz Iglesias 11' | Estádio: Ramón Roque Martín Árbitro: Brian Rodríguez |  |

| 27 de dezembro de 2020 | Claypole                                        | 2 – 2     | Lugano                                  | Claypole                                                     |  |
| 17:10                  | - Juan Cruz Iglesias 59' - Cristian Ordoñez 66' | Relatório | - Francisco Mariño 5' - Martín Ruiz 50' | Estádio: Rodolfo Vicente Capocasa Árbitro: Wenceslao Meneces |  |

| 28 de dezembro de 2020 | Liniers | 0 – 0     | Deportivo Paraguayo | San Justo                                              |  |
| 17:10                  |         | Relatório |                     | Estádio: Juan Antonio Arias Árbitro: Juan Cruz Robledo |  |

| 29 de dezembro de 2020 | Sportivo Barracas                              | 3 – 0     | Defensores de Cambaceres | Morón                                                    |  |
| 17:10                  | - Leonel Caielli 24' - Lucas Martínez 80', 86' | Relatório |                          | Estádio: Nuevo Francisco Urbano Árbitro: Brian Rodríguez |  |

| 3 de janeiro de 2021 | Lugano | 0 – 0     | Atlas | Tapiales                                            |  |
| 17:10                |        | Relatório |       | Estádio: José María Moraños Árbitro: Marcos Recalde |  |

| 4 de janeiro de 2021 | Defensores de Cambaceres     | 1 – 2     | Liniers                                     | Ensenada                                    |  |
| 17:10                | - Santiago Formichelli 90+3' | Relatório | - Maximiliano Orellana 62' - Pedro Muné 85' | Estádio: 12 de Octubre Árbitro: Lucas Ozuna |  |

| 5 de janeiro de 2021 | Deportivo Paraguayo | 0 – 1     | Claypole                  | San Justo                                         |  |
| 17:10                |                     | Relatório | - Emanuel Díaz 60' (pen.) | Estádio: Juan Antonio Arias Árbitro: Felipe Viola |  |

| 12 de janeiro de 2021 | Atlas                      | 1 – 1     | Deportivo Paraguayo | General Rodríguez                            |  |
| 17:10                 | - Editson Córdoba Mena 37' | Relatório | - Franco Pérez 45'  | Estádio: Ricardo Puga Árbitro: Martín Molina |  |

| 12 de janeiro de 2021 | Claypole             | 1 – 0     | Defensores de Cambaceres | Claypole                                                 |  |
| 17:10                 | - Sergio Alfonzo 36' | Relatório |                          | Estádio: Rodolfo Vicente Capocasa Árbitro: Daniel Zamora |  |

| 12 de janeiro de 2021 | Liniers | 0 – 2     | Sportivo Barracas                         | San Justo                                            |  |
| 17:10                 |         | Relatório | - Luciano Pérez 13' - Hernán García 90+3' | Estádio: Juan Antonio Arias Árbitro: Gonzalo Pereira |  |

Fonte: AFA, Soccerway, Goal, Todo Ascenso, Promiedos, Solo Ascenso, Mundo Ascenso

### Final do Primer Ascenso
| 16 de janeiro de 2021 | Liniers | 0 – 1     | Claypole             | San Justo                                         |  |
| 17:10 (UTC−3)         |         | Relatório | - Emanuel Díaz 90+3' | Estádio: Juan Antonio Arias Árbitro: Felipe Viola |  |

## Fase do Segundo Ascenso

### Classificação
| Pos | Equipe                | Pts | J | V | E | D | GP | GC | SG | Classificação              |     | CES | ARO | JUN | YUP | PNU | CBA | MUN |
| --- | --------------------- | --- | - | - | - | - | -- | -- | -- | -------------------------- | --- | --- | --- | --- | --- | --- | --- | --- |
| 1   | Centro Español        | 12  | 6 | 3 | 3 | 0 | 8  | 5  | +3 | "Mata-mata" pelo 2º acesso |     | —   | —   | 1–1 | —   | 0–0 | 2–1 | —   |
| 2   | Argentino Rosario (E) | 11  | 6 | 3 | 2 | 1 | 9  | 5  | +4 |                            |     | 1–2 | —   | —   | —   | 4–1 | 0–0 | —   |
| 3   | Juventud Unida (E)    | 7   | 6 | 1 | 4 | 1 | 6  | 5  | +1 |                            | —   | 1–1 | —   | 3–0 | —   | —   | 0–0 |     |
| 4   | Yupanqui (E)          | 7   | 6 | 2 | 1 | 3 | 5  | 7  | −2 |                            | 1–2 | 1–2 | —   | —   | 2–0 | —   | —   |     |
| 5   | Puerto Nuevo (E)      | 7   | 6 | 2 | 1 | 3 | 7  | 10 | −3 |                            | —   | —   | 2–0 | —   | —   | 0–2 | 4–2 |     |
| 6   | Central Ballester (E) | 6   | 6 | 1 | 3 | 2 | 6  | 6  | 0  |                            | —   | —   | 1–1 | 0–0 | —   | —   | 2–3 |     |
| 7   | Muñiz (E)             | 5   | 6 | 1 | 2 | 3 | 6  | 9  | −3 |                            | 1–1 | 0–1 | —   | 0–1 | —   | —   | —   |     |

### Resultados
| 4 de dezembro de 2020 | Puerto Nuevo | 0 – 2     | Central Ballester                   | Campana                                                 |  |
| 17:10 UTC−3           |              | Relatório | - Braian Ruiz 8' - Damián Ponce 46' | Estádio: Rubén Carlos Vallejos Árbitro: Carlos Petrussa |  |

| 4 de dezembro de 2020 | Centro Español        | 1 – 1     | Juventud Unida       | Ituzaingó                                               |  |
| 17:10 UTC−3           | - Ignacio Brazuna 13' | Relatório | - Iván Bentivegna 3' | Estádio: Carlos Alberto Sacaan Árbitro: Gonzalo Pereira |  |

| 5 de dezembro de 2020 | Muñiz | 0 – 1     | Argentino Rosario     | Tapiales                                           |  |
| UTC−3                 |       | Relatório | - Alexis Alvarado 43' | Estádio: José María Moraños Árbitro: Fernando Cruz |  |

| 8 de dezembro de 2020 | Juventud Unida | 0 – 0     | Muñiz | Tristán Suárez                                  |  |
| 17:10 UTC−3           |                | Relatório |       | Estádio: 20 de Octubre Árbitro: Brian Rodríguez |  |

| 8 de dezembro de 2020 | Argentino Rosario                                                            | 4 – 1     | Puerto Nuevo         | Rosário                                            |  |
| 17:10 UTC−3           | - Luciano Acosta 76', 90+10' - Guido Campagnoli 80' - Gastón Trachitti 90+9' | Relatório | - Facundo Ibañez 27' | Estádio: José Martín Olaeta Árbitro: Fabián Jaimes |  |

| 9 de dezembro de 2020 | Central Ballester | 0 – 0     | Yupanqui | Tapiales                                          |  |
| 17:10 UTC−3           |                   | Relatório |          | Estádio: José María Moraños Árbitro: Juan Robledo |  |

| 12 de dezembro de 2020 | Muñiz            | 1 – 1     | Centro Español          | Tapiales                                               |  |
| 17:10 UTC−3            | - Iván Bazán 90' | Relatório | - Maximiliano Saura 41' | Estádio: José María Moraños Árbitro: Wenceslao Meneces |  |

| 13 de dezembro de 2020 | Puerto Nuevo                                 | 2 – 0     | Juventud Unida | Campana                                                    |  |
| 17:10 UTC−3            | - Nicolás Colombano 72' - Nazareno Gómez 85' | Relatório |                | Estádio: Rubén Carlos Vallejos Árbitro: Nicolás Mastroieni |  |

| 14 de dezembro de 2020 | Yupanqui              | 1 – 2     | Argentino Rosario           | Merlo                                              |  |
| 17:10 UTC−3            | - Ricardo Cardozo 80' | Relatório | - Guido Campagnoli 30', 47' | Estádio: Juan Carlos Brieva Árbitro: Martín Molina |  |

| 19 de dezembro de 2020 | Argentino Rosario | 0 – 0     | Central Ballester | Rosário                                             |  |
| 17:10                  |                   | Relatório |                   | Estádio: José Martín Olaeta Árbitro: Nicolás Kresta |  |

| 21 de dezembro de 2020 | Centro Español | 0 – 0     | Puerto Nuevo | Ituzaingó                                                 |  |
| 17:10                  |                | Relatório |              | Estádio: Carlos Alberto Sacaan Árbitro: Juan Cruz Robledo |  |

| 21 de dezembro de 2020 | Juventud Unida                                                        | 3 – 0     | Yupanqui | Tristán Suárez                                |  |
| 17:10                  | - Diego Pertossi 30' - Lionel Castellón 72' - Hugo Salinas 77' (pen.) | Relatório |          | Estádio: 20 de Octubre Árbitro: Fabián Jaimes |  |

| 29 de dezembro de 2020 | Central Ballester      | 1 – 1     | Juventud Unida            | Tapiales                                           |  |
| 17:10                  | - Iván Ruiz 23' (pen.) | Relatório | - Facundo Castellón 90+3' | Estádio: José María Moraños Árbitro: Martín Molina |  |

| 29 de dezembro de 2020 | Yupanqui          | 1 – 2     | Centro Español                               | Merlo                                                   |  |
| 17:10                  | - Lucas Basso 85' | Relatório | - Maximiliano Saura 73' - Leonel Ramírez 87' | Estádio: Juan Carlos Brieva Árbitro: Nicolás Mastroieni |  |

| 29 de dezembro de 2020 | Puerto Nuevo                                                    | 4 – 2     | Muñiz                                           | Campana                                               |  |
| 17:10                  | - Nazareno Gómez 30' - Kevin Redondo 50' - Enzo Moreno 73', 85' | Relatório | - Gonzalo Villafañe 45' - Juan Cruz Ledesma 80' | Estádio: Rubén Carlos Vallejos Árbitro: Fernando Cruz |  |

| 4 de janeiro de 2021 | Muñiz | 0 – 1     | Yupanqui                     | Tapiales                                            |  |
| 17:10                |       | Relatório | - Daniel Pastrana 80' (pen.) | Estádio: José María Moraños Árbitro: Nicolás Kresta |  |

| 5 de janeiro de 2021 | Juventud Unida                 | 1 – 1     | Argentino Rosario | Tristán Suárez                                   |  |
| 17:10                | - Antonio Samaniego 65' (pen.) | Relatório | - Franco Miño 86' | Estádio: 20 de Octubre Árbitro: Guido Mascheroni |  |

| 5 de janeiro de 2021 | Centro Español              | 2 – 1     | Central Ballester | Ituzaingó                                             |  |
| 17:10                | - Maximiliano Saura 9', 65' | Relatório | - Iván Rojas 56'  | Estádio: Carlos Alberto Sacaan Árbitro: Fabián Jaimes |  |

| 7 de janeiro de 2021 | Yupanqui                    | 2 – 0     | Puerto Nuevo | Merlo                                                  |  |
| 17:10                | - Nicolás Quintana 42', 87' | Relatório |              | Estádio: Juan Carlos Brieva Árbitro: Wenceslao Meneses |  |

| 10 de janeiro de 2021 | Argentino Rosario      | 1 – 2     | Centro Español                                | Rosário                                            |  |
| 17:10                 | - Natanael Sánchez 28' | Relatório | - Maximiliano Ramasco 39' - Facundo Ponce 53' | Estádio: José Martín Olaeta Árbitro: Fernando Cruz |  |

| 10 de janeiro de 2021 | Central Ballester                | 2 – 3     | Muñiz                                                                | Tapiales                                                |  |
| 17:10                 | - Iván Rojas 50' - Iván Ruiz 70' | Relatório | - Juan Cruz Ledesma 32' - Nahuel Camargo 44' - Gonzalo Villafañe 54' | Estádio: José María Moraños Árbitro: Nicolás Mastroieni |  |

Fonte: AFA, Soccerway, Goal, Todo Ascenso, Promiedos, Solo Ascenso, Mundo Ascenso

### Torneo Reducido

#### Preliminares
| 18 de janeiro de 2021 | Sportivo Barracas | 0 – 0 (8–7 pen.) | Centro Español | San Justo                                        |  |
| 17:10 (UTC−3)         |                   | Relatório        |                | Estádio: Juan Antonio Arias Árbitro: Lucas Ozuna |  |

| 18 de janeiro de 2021 | Atlas               | 1 – 0     | Defensores de Cambaceres | Tapiales                                            |  |
| 17:10 (UTC−3)         | - Nicolás Pérez 52' | Relatório |                          | Estádio: José María Moraños Árbitro: Nicolás Kresta |  |

| 18 de janeiro de 2021 | Deportivo Paraguayo                                                | 3 – 1     | Lugano               | Ciudad Evita                                           |  |
| 17:10 (UTC−3)         | - Matías Verdún 6' - Gonzalo Rojas 31' - Enzo Gómez Martínez 90+7' | Relatório | - Santiago Kojro 58' | Estádio: República de Italia Árbitro: Guido Mascheroni |  |

#### Semifinal
| 23 de janeiro de 2021 | Sportivo Barracas                         | 2 – 2 (5–6 pen.)                                                                                                   | Deportivo Paraguayo                         | Ciudad Evita                                         |  |
| 17:10 (UTC−3) | - Santiago Tizón 15' - Lucas Martínez 24' | Relatório | - Luis Jurchesen 21' - Jonathan Córdoba 54' | Estádio: República de Italia Árbitro: Marcos Recalde |  |
| |                                           | Penalidades |                                             |                                                      |  |
| - Leandro Barroso - Maximiliano Maciel - Lúcas López - Nazareno Hvala - Damián Achucarro - Nahuel Barboza - Sebastián Ferrario |                                           | - Luis Jurchesen - Jonathan Córdoba - Matías Verdún - Joel del Puerto - Lucas Mansilla - Jorge Rosas - Matías Galo |                                             |                                                      |  |

| 23 de janeiro de 2021 | Liniers | 0 – 0 (5–6 pen.) | Atlas | Ituzaingó                                                 |  |
| 17:10 (UTC−3) |         | Relatório |       | Estádio: Carlos Alberto Sacaan Árbitro: Wenceslao Meneses |  |
| |         | Penalidades |       |                                                           |  |
| - Bruno Galeano - Willian Giménez - Ignacio Díaz Peyrous - Federico Potarski - Rodrigo Barrios - Renso Rajoy - Lucas Sciré - Alan González - Ian Lynch |         | - Gonzalo Gamarra - Ricardo Grieger - Emiliano Pitarch - Santiago Correa - Kevin González - Ángel Martínez - Gonzalo Valenzuela - Nicolás Pardo - Joaquín Montiel |       |                                                           |  |

#### Final
| 30 de janeiro de 2021 | Atlas                                       | 2 – 0     | Deportivo Paraguayo | Isidro Casanova                                              |  |
| 17:10 (UTC−3)         | - Gonzalo Valenzuela 1' - Nicolás Pérez 50' | Relatório |                     | Estádio: Fragata Presidente Sarmiento Árbitro: Daniel Zamora |  |

Atlas venceu a fase do Segundo Ascenso e foi promovido à Primera C de 2021.

## Estatísticas

### Artilharia
| Rank | Jogador           | Clube                | Gols |
| ---- | ----------------- | -------------------- | ---- |
| 1    | Maximiliano Saura | Centro Español       | 4    |
| 1    | Emanuel Díaz      | Claypole             | 4    |
| 1    | Nazareno Gómez    | Puerto Nuevo         | 4    |
| 2    | Guido Campagnoli  | Argentino de Rosario | 3    |
| 2    | Gonzalo Villafañe | Muñiz                | 3    |
| 2    | Lucas Martínez    | Sportivo Barracas    | 3    |

Fonte: Mundo Ascenso (em castelhano)

## Premiação
| Campeonato Argentino de Futebol de 2020 Primera D de Transición de 2020 |
| ----------------------------------------------------------------------- |
| Club Atlético Claypole Campeão (2º título)                              |